# Писаренко Галина Олексіївна
Галина Олексіївна Писаренко (24 січня 1934, Ленінград, СРСР — 23 жовтня 2022) — радянська та російська оперна співачка (сопрано). Народна артистка РРФСР (1982). Закінчила економічний факультет МДУ та МДЛУ.